# Låtefossen

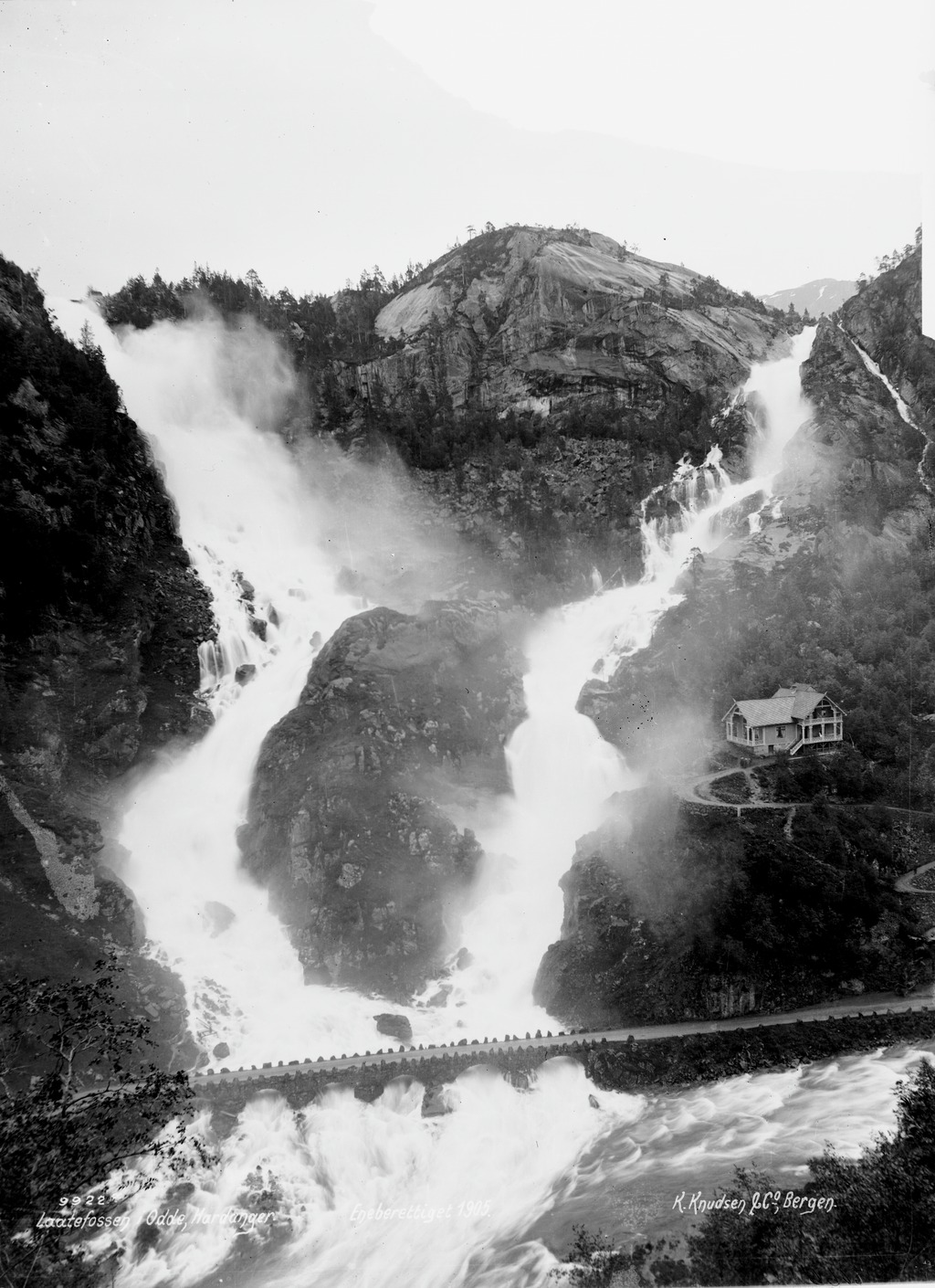
Rond 1900

Låtefossen is een drukbezochte toeristisch "tweeling-waterval" met een hoogte van circa 165 meter, gelegen in de gemeente Ullensvang de Noorse provincie Vestland, ongeveer 20 km ten zuiden van Odda en twee kilometer ten noorden van Skare langs wegnummer 13. 
In twee afzonderlijke stromen valt er een enorme hoeveelheid water naar beneden vanuit het Lotevatnet, gelegen op een hoogte van 340 meter. Aan de onderkant van de waterval, vlak voor de oude stenen boogbrug, komen de twee afzonderlijke stromen weer bij elkaar en stroomt onder de brug door in de rivier Grønsdalslona.
De Låtefossen wordt voornamelijk gevoed door smeltwater dat eindigt in de rivier Austdølo en een aantal meren aan de westelijke kant van de Hardangervidda. De Reinsnosvatnet, een meer op een hoogte van 595 meter, is een van de grootste meren die de rivier Austdølo voedt met water. De beste tijd van het jaar om de waterval te bezoeken is na een warme periode in het voorjaar en in de zomer wanneer het smeltwater de Låtefossen voedt. 
Omstreeks 1900 was Låtefossen ook al een populaire attractie voor Engels en Duitse toeristen. Er was geen weg en toeristen werden beneden aan de fjord opgepikt door paardenkoetsen en zo getransporteerd naar de waterval. Er was ooit ook een klein hotel naast de waterval, waarvan de ruïne nog te bezichtigen is via een pad aan de zuidkant van de waterval.
Honderd meter ten zuiden van de Låtefossen, aan de andere kant van de weg, dondert de Espelandsfossen naar beneden, een krachtige waterval met een hoogte van 80 meter.

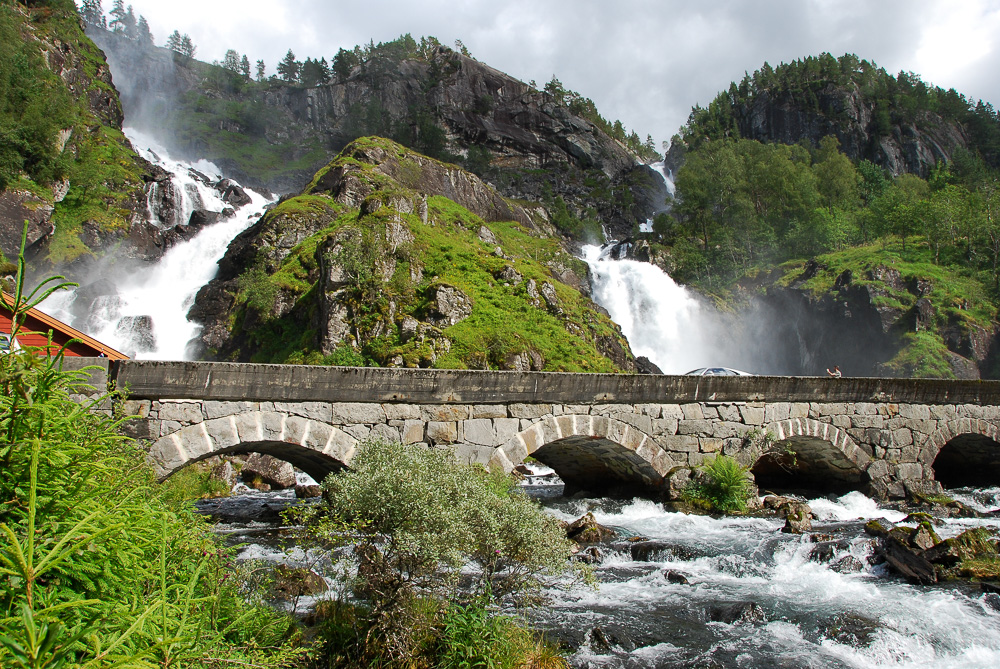
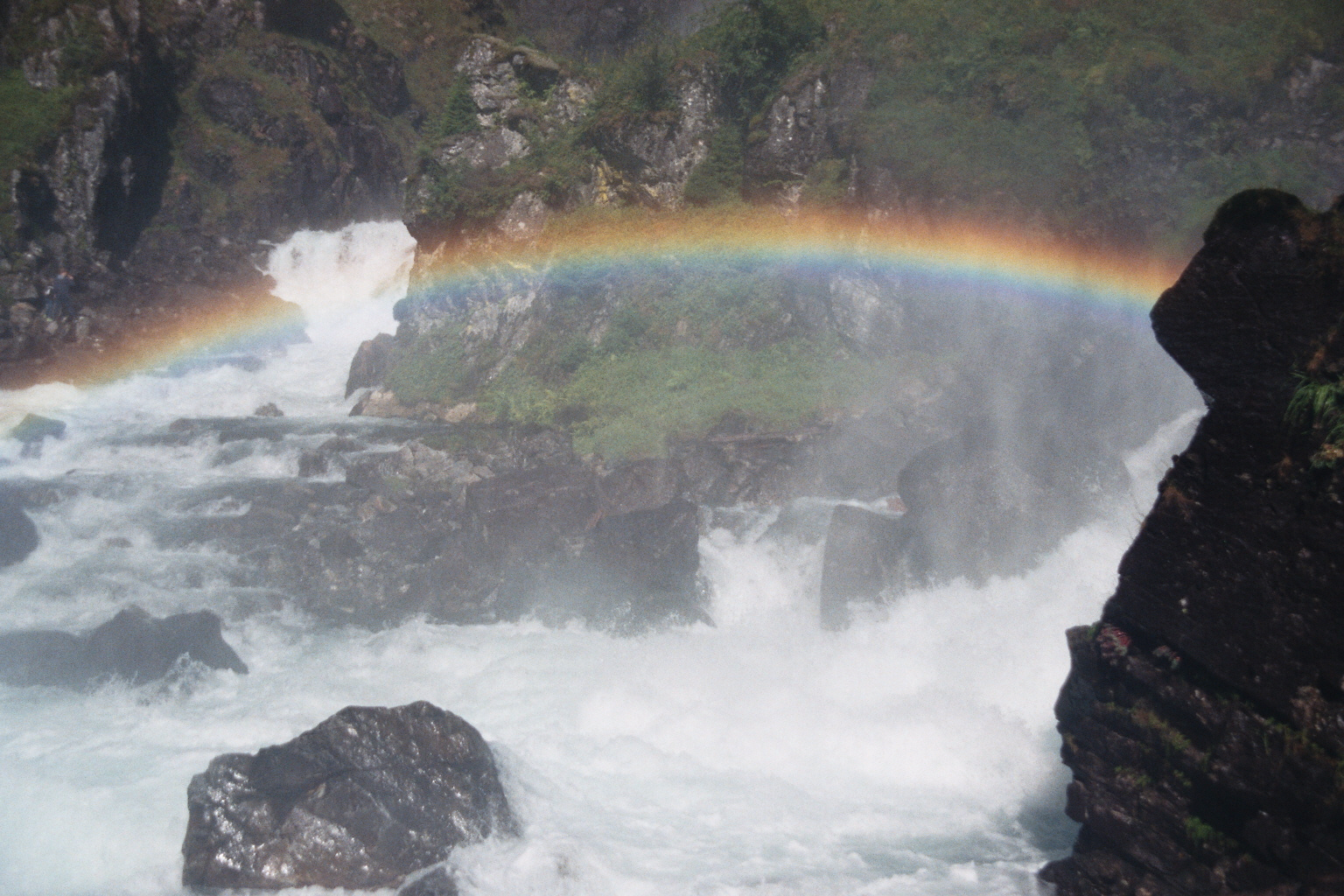
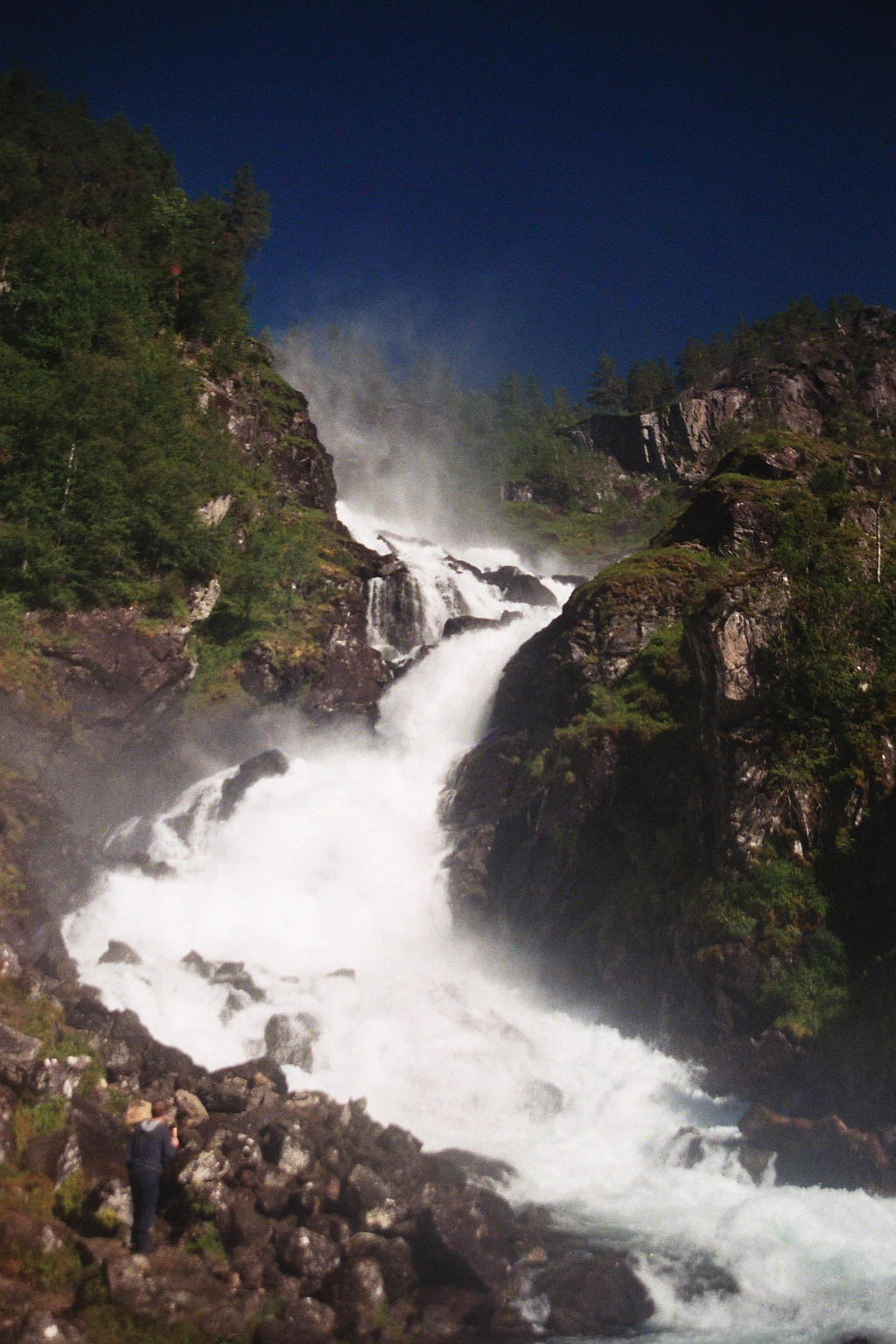
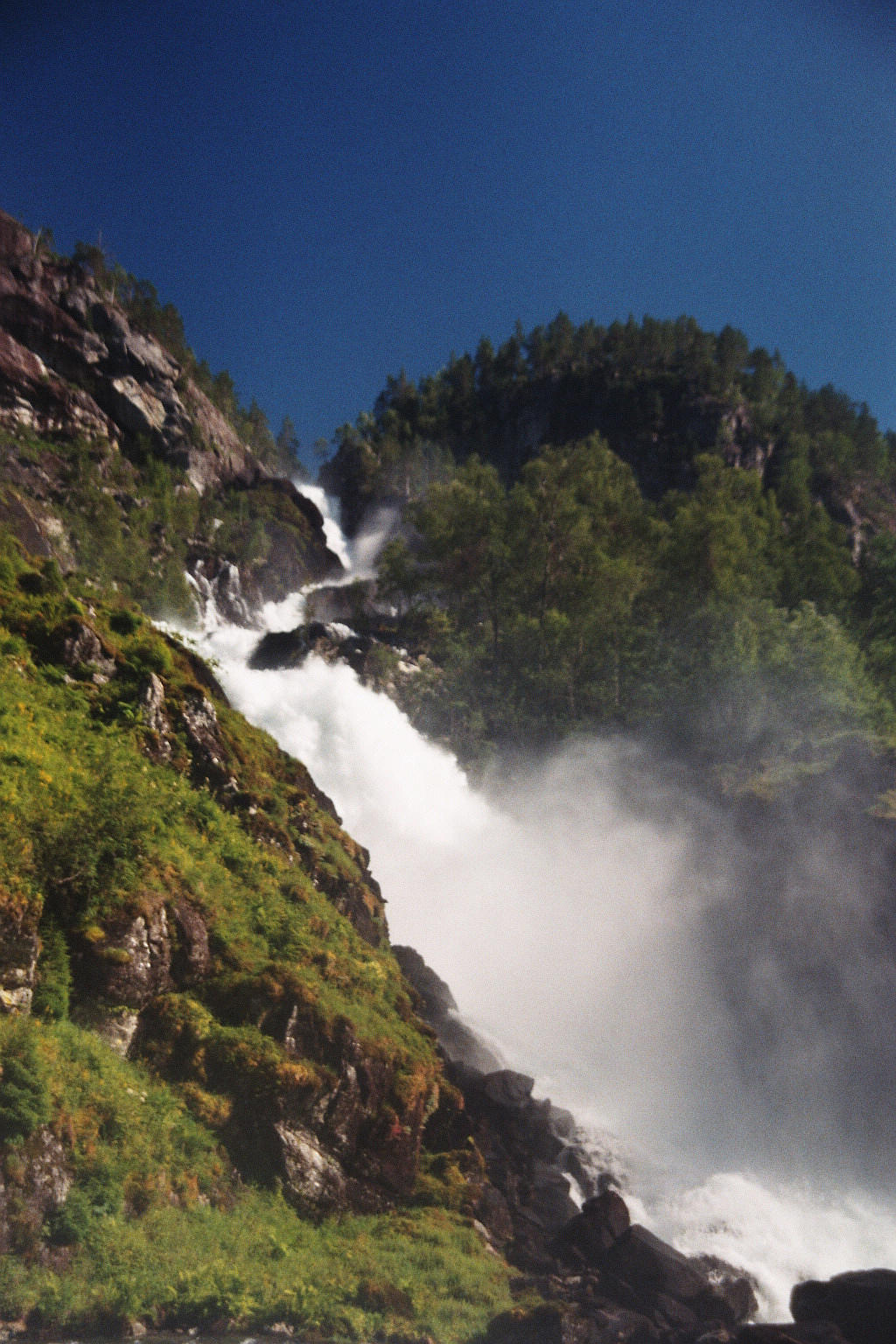